# Hans Kohn
Hans Kohn, född 15 september 1891 i Prag, död 16 mars 1971 i Philadelphia, var en amerikansk filosof och historiker, professor i historia vid Smith College, Northhampton, Massachusetts.  
Hans Kohn kom från Prag, hade tysk-judisk bakgrund, och hade som tillfångatagen soldat i den österrikiska armén framhärdat i rysk fångenskap 1915-19. Som ung sionist och elev till Martin Buber skrev han under 1920-talet flera studier som syftade till medling mellan de arabiska och judiska nationsanspråken. Efter att ha brutit med sionismen emigrerade Kohn från Brittiska Palestinamandatet, dit han kommit 1925, till New York år 1934.

## Nationalismforskning
Hans Kohn skrev mycket om nationalism.  Nationalitetskänslan är för honom ett mentalt tillstånd som uppnått kollektiv utbredning i kraft av moderna upplysningsidéer: och nationsfördraget är inte något statiskt. Kohn föregrep Eric Hobsbawms analys med flera decennier då han påpekade i The Idea of Nationalism (1944) att nationstanken i egenskap av historisk produkt mycket väl kunde tänkas försvinna i en framtid då den tjänat ut sin roll som bärande samhällsmodell. 
Redan i bokens inledning gör Kohn klart för läsaren att nationstankens attribut - gemensamt ursprung, språk, territorium, politisk konstitution, seder och bruk - är faktorer som ingalunda är nödvändiga för konstituerandet av ett nationsanspråk. Nationstanken uppstår i själva verket i en riktad vilja att formera en nationalitet: nationalismen föregriper därmed nationen. 
Som lärdomshistoriker spårar Kohn betydelsen av intellektuella och religiösa huvudlinjer bakåt till den klassiskt romerska och tidigt kristna samhällsformen. Den moderna nationstanken förlägger han dock i 1700-talets upplysning och dess kulmen i de amerikanska och franska revolutionerna. Hans resonemang följer en traditionell idéhistorisk form. 